# Соколов-Скаля, Павел Петрович
Павел Петрович Соколо́в-Скаля́ (21 июня [3 июля] 1899 или 21 июня 1899, Стрельна — 3 августа 1961[…], Москва, РСФСР, СССР) — советский живописец и график, педагог, профессор.
Академик АХ СССР (1949; член-корреспондент 1947). Народный художник РСФСР (1956). Лауреат двух Сталинских премий (1942, 1949). Член КПСС с 1952 года.

## Биография

Могила Соколова-Скали на Новодевичьем кладбище Москвы

Родился 21 июня (3 июля) 1899 года в Стрельне Санкт-Петербургской губернии (ныне в черте Санкт-Петербурга). 
В 1919 году добавил к своей фамилии Соколов приставку Скаля.
Учился в 1914—1918 годах в студии И. И. Машкова в Москве. Во время гражданской войны жил в Хвалынске у своего дяди. С 1920 года — председатель объединения «Бытие». Член АХРР с 1926 года.
Принял участие в крупном советском проекте художественной пропаганды. Решение о создании панорамы «Штурм Перекопа» и четырёх диорам, запечатлевших наиболее значительные эпизоды боёв за Перекоп, было принято осенью 1934 года. К её созданию привлекли ведущих мастеров живописи. Была создана специальная бригада из 11 художников (Г. К. Савицкий, Г. Н. Горелов, В. П. Ефанов, Б. В. Йогансон, В. В. Крайнев, А. Е. Куликов, А. В. Моравов, А. А. Пржецлавский, П. П. Соколов-Скаля, М. М. Соловьёв и Н. П. Христенко) во главе с художником-баталистом М. Б. Грековым. П. П. Соколов-Скаля совместно с М. М. Соловьёвым было поручено работать над диорамой «Первая Конная армия в тылу у Врангеля».
Автор плакатов «Да здравствует 1 мая» (1928), «Стой. Последнее предупреждение» (1929), «Поезд идет от ст. Социализм до ст. Коммунизм» (1939), «На земле и над землей мы зажмем врага петлей!» (1941), «России двинулись сыны» (1942), более 300 плакатов для «Окон ТАСС» .
Автор картин «Взятие Зимнего дворца» (1939), «Освобождение Калуги» (1947), «Штурм Зимнего дворца» (1947), «Краснодонцы» (1948). В 1943 году состоялась совместная выставка П.П. Соколова-Скаля и Л. В. Поповой в доме Московского товарищества художников. Оформлял спектакли академических театров.
Действительный член АХ СССР (1949)
П. П. Соколов-Скаля умер 3 августа 1961 года. Похоронен в Москве на Новодевичьем кладбище (участок № 8).
Жена (с 1945) — Попова Лидия Владимировна (1903—1951), художница.

## Известные ученики
- Васнецов, Андрей Владимирович (1924—2009) — советский и российский художник-монументалист, живописец, народный художник СССР (1991), действительный член АХ СССР (1991), председатель правления СХ СССР (1988—1992)
- Лошаков, Олег Николаевич (р. 1936) — советский и российский живописец, профессор, Заслуженный художник РСФСР (1982), действительный член РАХ (2019)
- Никонов, Павел Фёдорович (р. 1930) — советский и российский живописец, график, народный художник РФ (1994), действительный член РАХ (2000)

## Награды и премии

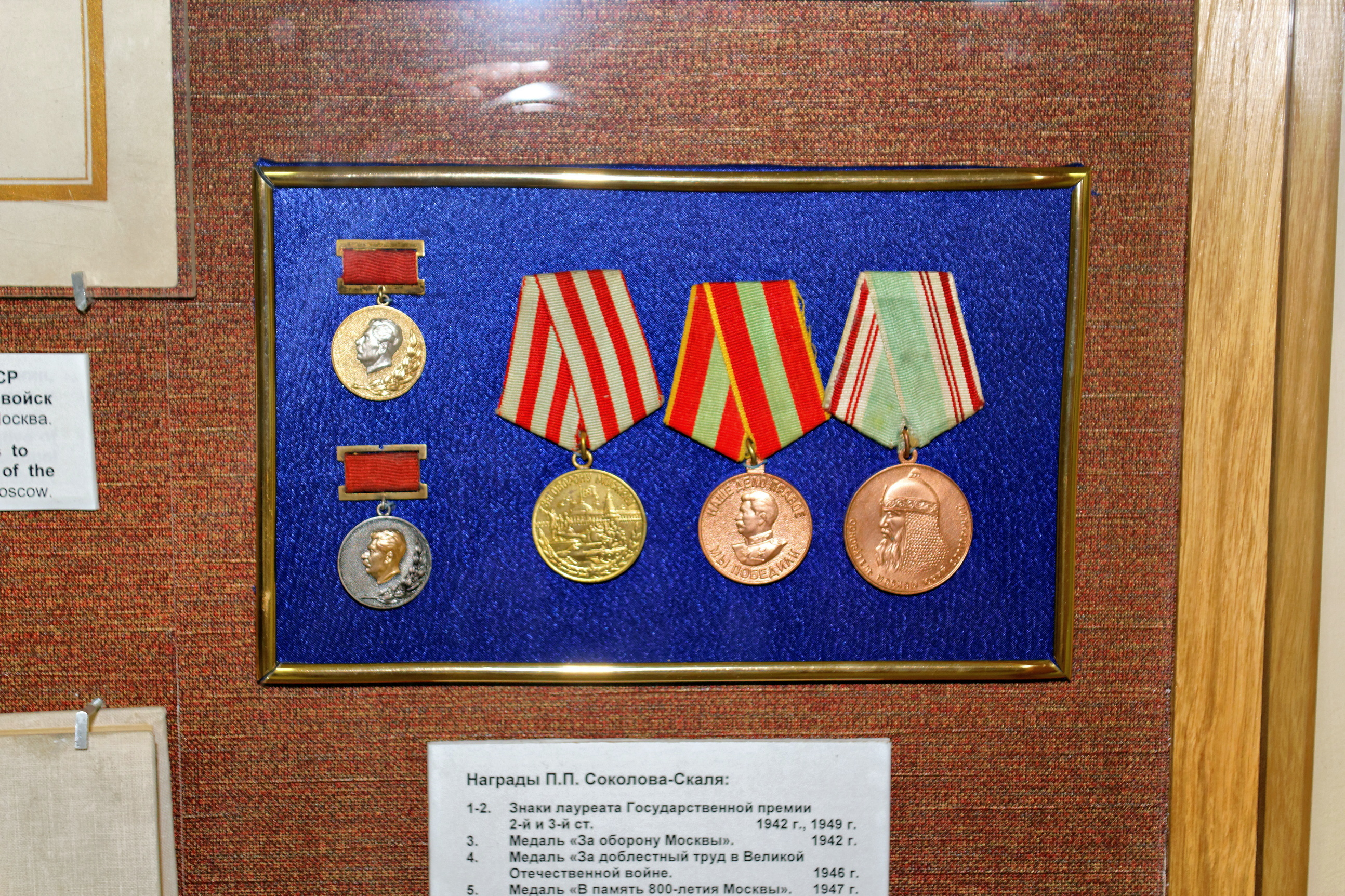
Награды художника

- Сталинская премия второй степени (1942) — за серию плакатов «Окон РОСТа»[5].
- Сталинская премия третьей степени (1949) — за картину «Краснодонцы»[7].
- народный художник РСФСР (1956)

## Главные работы. Живопись

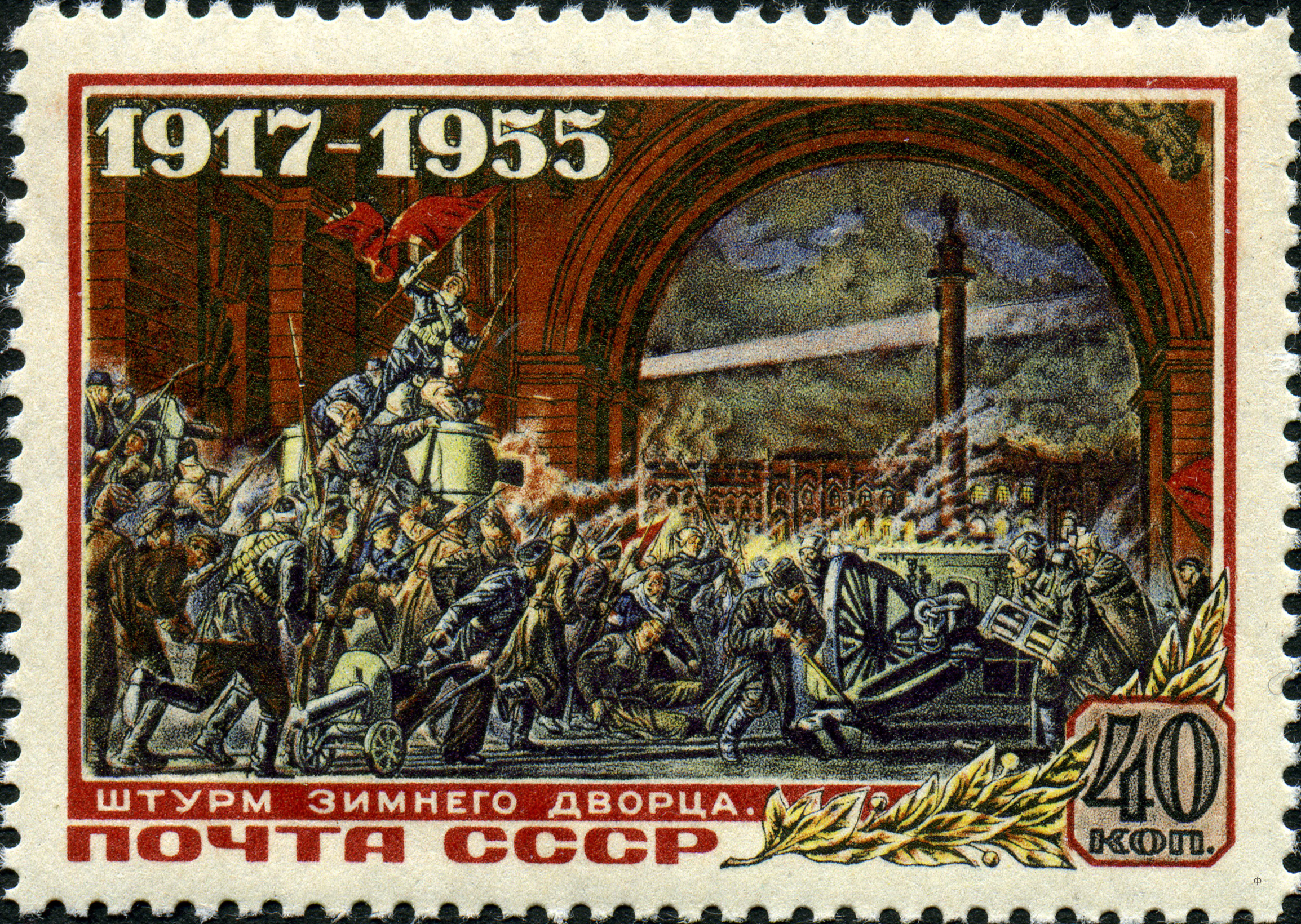
Марка СССР, 1955 г. «Штурм Зимнего дворца», по картине П. Соколова-Скаля «Взятие Зимнего дворца» (1939, панно)

- «Путь из Горок» (1926), Москва, Третьяковская галерея
- «Таманский поход» (1928), Москва, Третьяковская галерея
- «Железный поток» (1928)
- «Рабочий отряд уходит на фронт в 1919 году» (1937)
- «Первая Конная армия в тылу у Врангеля» (1937, диорама), совместно с М. М. Соловьёвым, для панорамы «Штурм Перекопа»;
- «Щорс» (1938, триптих)
- «И. В. Сталин на Царицынском фронте» (1938—1939), Москва, Музей революции
- «Взятие Зимнего дворца» (1939), Москва, ВДНХ.
- «Июльская демонстрация в Петрограде в 1917 году» (1939)
- «Иван Грозный в Ливонии», (1937—1943), Санкт-Петербург Русский музей
- «Освобождение Калуги» (1947)
- «И. В. Сталин на оборонительных рубежах под Москвой» (1947), Москва, Третьяковская галерея
- «Штурм Зимнего дворца» (1947), Москва, Центральный музей В. И. Ленина.
- «Краснодонцы» (1948), Москва, Третьяковская галерея
- «И. В. Сталин в Туруханской ссылке в 1916 году» (1949)
- «Пугачев» (1952)
- «2-й съезд Советов» (1953)

## Труды
- Соколов-Скаля П. П. Годы и люди: альбом. — М.: Искусство, 1959. — 84 с.
- Соколов-Скаля П. П. Долг художника. — М.: Издательство Академии художеств СССР, 1963. — 99 с.